# Catharsius birmanensis
Catharsius birmanensis là một loài bọ cánh cứng trong họ Bọ hung (Scarabaeidae).